# Dolomitwerk Wellen

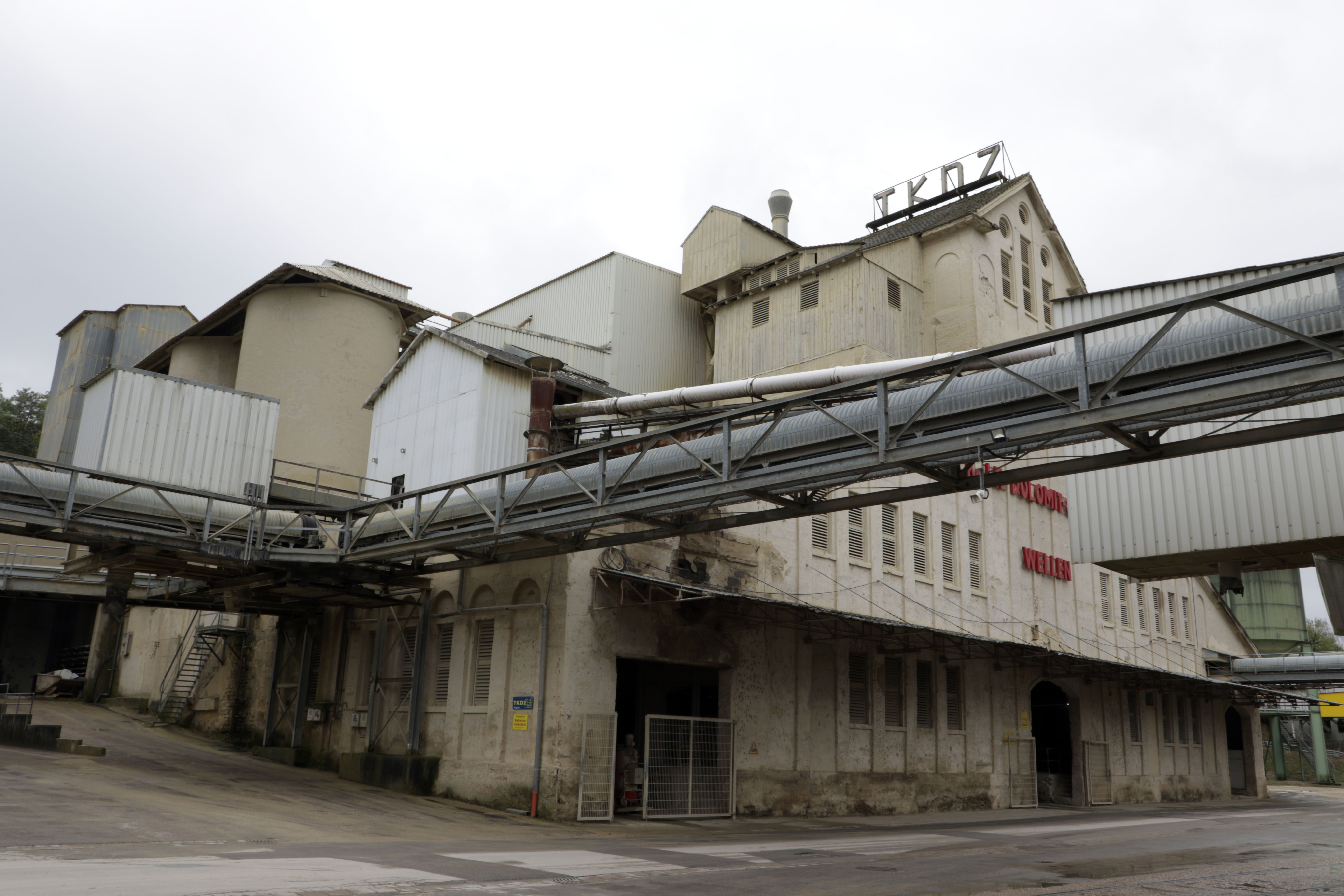
Gesamtanlage, 2020

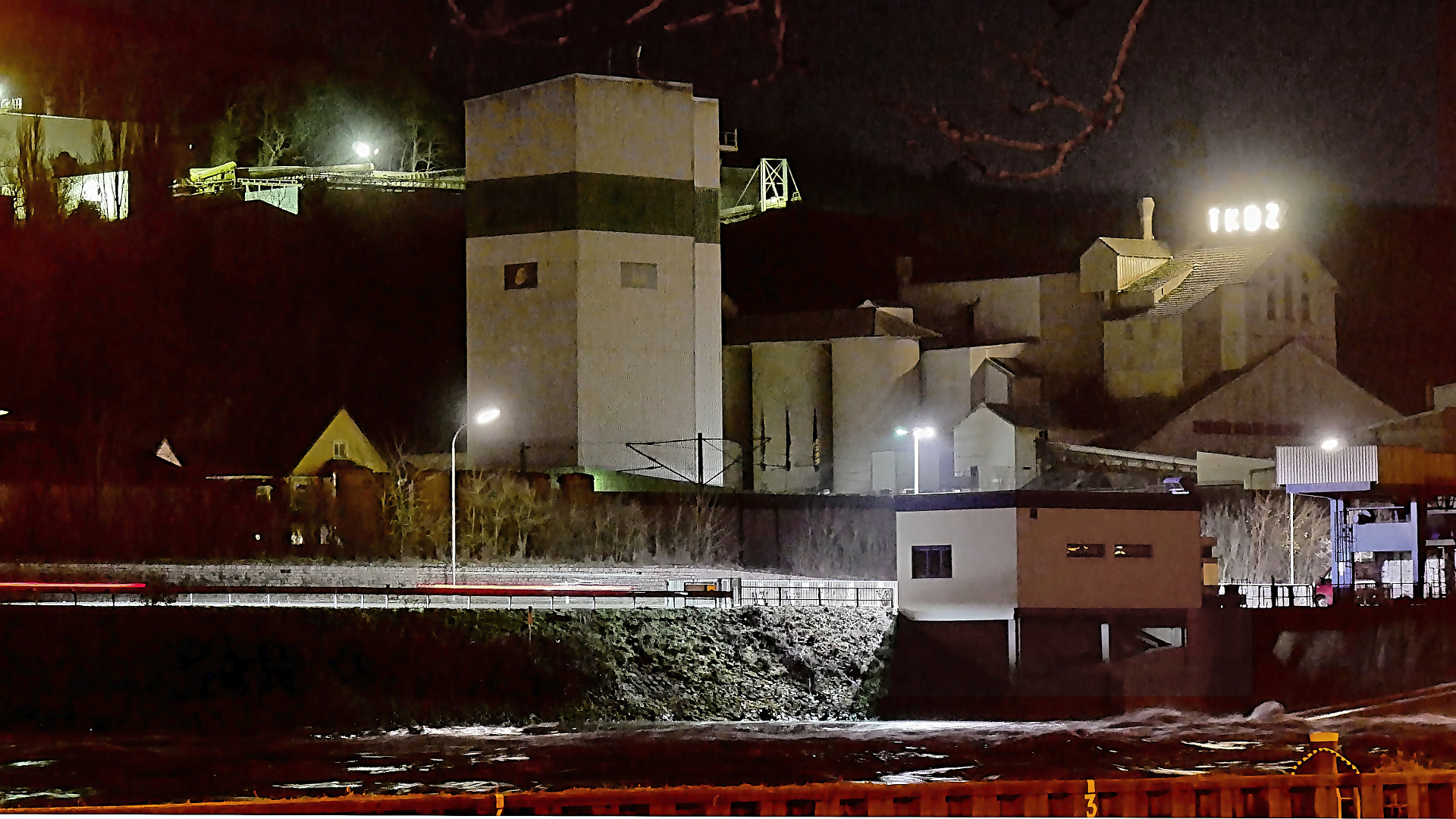
Gesamtanlage nachts, 2018

Das Dolomitwerk Wellen ist ein Bergwerk in Wellen, Landkreis Trier-Saarburg. Gewonnen wird Dolomit. 

## Geschichte
Die Trierer Kalk- und Dolomitwerke J. Itschert & Co. wurde 1881 von Johann Itschert gegründet. 1926 erfolgte die Übernahme durch die Rheinisch-Westfälische Kalkwerke AG. 1965 wurde der Josef-Stollen aufgefahren; der Abbau findet seitdem nur im Untertagebau statt. 1970 erfolgte die Übernahme durch die Dolomitwerke Wülfrath GmbH. 2002 wurde Winfried Meseke Inhaber. 2012 erwarb die PORR Gruppe das Werk. Die entstandenen Hohlräume werden mit mineralischen Ersatzbaustoffen versetzt.
Es wurden in den Spitzenzeiten 350 Menschen beschäftigt. Mit dem Werk verbunden ist die Werksiedlung Mariendorf.